# I mostri sacri
I mostri sacri (Travesties) è un'opera teatrale di Tom Stoppard, debuttata all'Aldwych Theatre di Londra nel 1974. Nel 1976 la commedia ha vinto il Tony Award alla migliore opera teatrale.

## Trama
La commedia parla dell'anziano Henry Carr che ricorda gli anni passati a Zurigo e i suoi incontri con Tristan Tzara, Lenin e James Joyce durante la prima guerra mondiale. Carr è un funzionario consolare inglese e riporta le sue sensazioni e i suoi ricordi spesso divagando e perdendosi fra i meandri della sua testa (cita autori, non ricorda...etc.). Tutto ciò viene veicolato attraverso il ricordo di un'opera teatrale in cui il protagonista prese parte, L'importanza di chiamarsi Ernesto di Oscar Wilde.

## Stile
Lo stile dell'opera è molto ironico, non mancano effetti speciali della lingua come i Limerick (poesia) o giochi di parola ricercati. Ovviamente l'opera è ricca di citazioni teatrali (contestualmente alla tendenza al Metateatro) e letterarie in generale (viene citato George Orwell, James Joyce... etc), spesso propedeutiche ad una critica letteraria più o meno velata. Il titolo prende spunto dalla tradizione teatrale anglosassone: i travesties infatti erano rappresentazioni rivisitate di classici, anche se la parola può significare anche "buffonata" o "travestimento". 

## Edizioni
- Tom Stoppard, Teatro delle parodie: Acrobati-Mostri sacri, traduzione di F. Marenco, Costa & Nolan, 2005, ISBN 978-8874370047.